# الترو (کنتاکی)
الترو، کنتاکی (به انگلیسی: Altro, Kentucky) یک منطقهٔ مسکونی در ایالات متحده آمریکا است که در کنتاکی واقع شده‌است.

## خصوصیات
الترو ۲۴۱٫۱ متر بالاتر از سطح دریا واقع شده‌است.